# Stanley Tshosane
Stanley Tshosane (né le 16 janvier 1957 à Francistown à l'époque au Bechuanaland et aujourd'hui au Botswana) est un joueur de football botswanais, qui évoluait au poste de milieu de terrain, avant de devenir ensuite entraîneur.

## Biographie

### Carrière d'entraîneur
Il dirige l'équipe du Botswana lors de la Coupe d'Afrique des nations 2012 organisée au Gabon et en Guinée équatoriale.